# Novo Repartimento
Novo Repartimento este un oraș în Pará (PA), Brazilia.
Nueve Medicamentes Arhivat în 2 septembrie 2011, la Wayback Machine.